# 司法院釋字第452號解釋
大法官會議釋字第452號釋憲案，是由王如玄律師於1996年9月13日代理陳女士提出，針對中華民國民法中，夫妻同居義務問題的釋憲聲請。因為陳女的丈夫蘇先生提起未履行同居義務獲得勝訴，而陳女士提出多次上訴還是遭到駁回，因此提起釋憲。該聲請於1998年4月10日由大法官做出解釋文，宣告民法第1002條原規定違憲，促使立法院在1998年5月28日做出修正，妻的法律上住所以及同居義務的履行地不再要求妻子必須受限於以丈夫的住所為限。

## 發起背景
1995年，聲請釋憲當事人陳女士與其子女搬進新購預售屋，新環境交通上對陳女士上班及其子女就學皆較為便利，在此之前其丈夫蘇先生因為夫妻失和而返回原住所與父母同住，後來提出妻子應履行同居義務之訴訟。
1995年8月，桃園地方法院判決蘇先生勝訴，其理由為：夫妻互負有同居義務，同居義務乃婚姻本質上的當然效果，且民法1002條所規定「妻以夫之住所為住所」，即是「妻應以夫所指定之住所為住所，而與夫同居，不能另設住所，使夫與之同居」。並認為陳女士雖抗辯其蘇先生有毆打他的情況，但沒有提出確切的證據；又針對陳女士抗辯「蘇先生未支付生活費用」的部分，陳女士必須先證明蘇先生有支付家庭費用的義務且無正當理由不為支付，導致陳女士不能維持生活，方得請求「惡意遺棄」的裁判離婚事由，但不能以此為由拒絕履行同居義務。
嗣後陳女士提起上訴，台灣高等法院於1995年11月30日以上訴無理由判決駁回。除同原審之立論基礎外，針對陳女士的補充陳述，法院認為均不足採。
法院認為：「蘇先生縱偶有毆打陳女士之情，未達『不堪同居之虐待』，不得作為拒絕履行同居義務的正當理由」；「婚姻住所指定權屬於夫，茲被上訴人既明白表示：『我覺得父母年邁應返家奉養』，足認蘇先生所設定之住所。」；「民法第1002條但書規定『但約定夫以妻之住所為住所者，從其約定』，已兼顧憲法平等權之保障」。另外，陳女士陳述罹患膀胱炎，但蘇先生兩、三天即要求從事一次性行為，否則不讓陳女士入睡，構成對於陳女士的性虐待。對此，法院除採納蘇先生之否認外，並認為縱使該情況屬實，「二、三天即要求其發生性關係一次，亦屬正常，不構成性虐待」。顯見當時的法院對於性別平等意識之薄弱，更罔顧女性所應享有的性自主權。
陳女士提出上訴被法院駁回，因此有了王如玄律師於1996年9月13日代為聲請大法官會議解釋，即第452號解釋。

## 大法官會議成員
當時會議主席為司法院長施啟揚。
其他參與解釋作成具名於該號解釋文之大法官有:翁岳生、劉鐵錚、吳庚、王和雄、王澤鑑、林永謀、林國賢、施文森、城仲模、孫森焱、陳計男、曾華松、董翔飛、楊慧英、戴東雄、蘇俊雄。

## 解釋結果
經1996年9月13日由王如玄律師代理聲請陳女士提起解釋憲法後，大法官在1998年4月10日做出大法官解釋第452號解釋。釋憲結果為：依照民法第1002條：「妻以夫之住所為住所，贅夫以妻之住所為住所。但約定夫以妻之住所為住所，或妻以贅夫之住所為住所者，從其約定。｣這條但書雖然賦予了夫妻雙方約定住所之機會，但是如果夫或是招贅婚中的妻，一旦拒絕為約定或是雙方無法達成協議時，即必須以其夫或是贅夫之妻這一方設定之住所為住所。大法官們認定這條法律未能兼顧另一方選擇住所及具體個案之特殊情況，並未完全符合憲法第7條平等原則及憲法第23條比例原則，所以大法官釋字第452號宣告自解釋公布起，最遲於屆滿一年，失其效力。

## 後續影響
新法1998年5月28日立法院三讀通過，同年6月17日公布，將民法第1002條修正為：「夫妻之住所，由雙方協議之，未為協議或協議不成時，得聲請法院定之。法院為前項裁定前，以夫妻共同戶籍地推定作為其住所。」上述修法打破社會傳統對於「嫁雞隨雞、嫁狗隨狗」的刻板印象，對社會制度價值建構具有革命性影響。同時，雖然民法1001條規定夫妻仍有履行同居之義務，但由於民法1002條修法後，同居義務不以丈夫的住所為限制，將來法院在認定是否構成民法第1052條第5款得請主張求離婚事由之惡意遺棄時，也不應單以妻子未與丈夫同住之事實，即自行認定妻子「惡意遺棄」丈夫，而裁判離婚。
然而，關於「從夫居」改制為共同制後的實際夫妻住所安排情形，到2006年依然有高達35.33%的夫妻是和夫家父母同住，也就是從夫居的意識形態深入人心，除了法條的修改，也需要透過社會文化的改造，才能讓父權現況有所改變。

## 外部連結
- （繁體中文） 釋字第 452 號 【民法關於夫妻住所以單方意思決定之規定違憲？】（页面存档备份，存于）